# Škoda 26Ev
Škoda 26Ev je částečně nízkopodlažní elektrická jednotka vyvíjená společností Škoda Transportation. Prvních 22 jednotek si v roce 2025 objednal dopravce Arriva vlaky, který je bude od prosince 2028 provozovat na linkách Ex6 a R16 z Prahy přes Plzeň do Chebu, Klatov a výhledově až do Železné Rudy.

## Popis
Jednotky Škoda 26Ev jsou určeny pro provoz na rozchodu 1 435 mm a napájecích soustavách 3 kV DC a 25 kV / 50 Hz AC. Maximální rychlost je 200 km/h. Výrobce je nabízí ve tří- až sedmivozové konfiguraci s možností spřahování až tří jednotek do jednoho vlaku. Výška nástupní hrany je 600 nebo 760 mm nad temenem kolejnice. Šířka dveří je 1 000 nebo 1 300 mm. Jednotky mohou být vybaveny vlakovým zabezpečovačem ETCS Level 2 i systémem automatického vedení vlaku.

## Objednávky
Železniční dopravce Arriva vlaky bude na základě smlouvy s ministerstvem dopravy od prosince 2028 po dobu patnácti let provozovat linky Ex6 Praha – Cheb a R16 Praha – Klatovy (– Železná Ruda). Pro tento účel si dopravce objednal 22 elektrických jednotek Škoda 22Ev ve dvou variantách. Šest čtyřvozových jednotek o délce téměř 110 metrů se 315 místy k sezení a palubním bistrem je určeno pro expresní linku Praha – Cheb. 16 třívozových jednotek s délkou 82,5 metru a 224 místy k sezení, které budou provozovány na lince R16 a jako posila delších jednotek i na Ex6, bude vybaveno rozšířeným prostorem pro přepravu jízdních kol. Jednotky budou mít v každém voze jeden pár jednokřídlých dveří o šířce 1 300 mm a nástupní hranu ve výšce 600 mm nad temenem kolejnice. Součástí objednávky je opce na pořízení dalších jednotek.